# ポートコキットラム
ポートコキットラム（英語：Port Coquitlam）は、カナダのブリティッシュコロンビア州南西部にある都市。メトロバンクーバーに属し、バンクーバー都市圏の一部を形成している。

## 歴史
1913年3月7日に都市として設立された。当初は農場が広がっていたが、バンクーバーの拡張に伴い、市内北部と南西部を中心に郊外の住宅地として発展した。経済は様々な産業と商業地区があり、金属加工やハイテク産業、運輸産業などを含む。

## 地理
周辺はコキットラム市と接しており、フレーザー川とピット川の合流地点に位置する。